# Саморідня

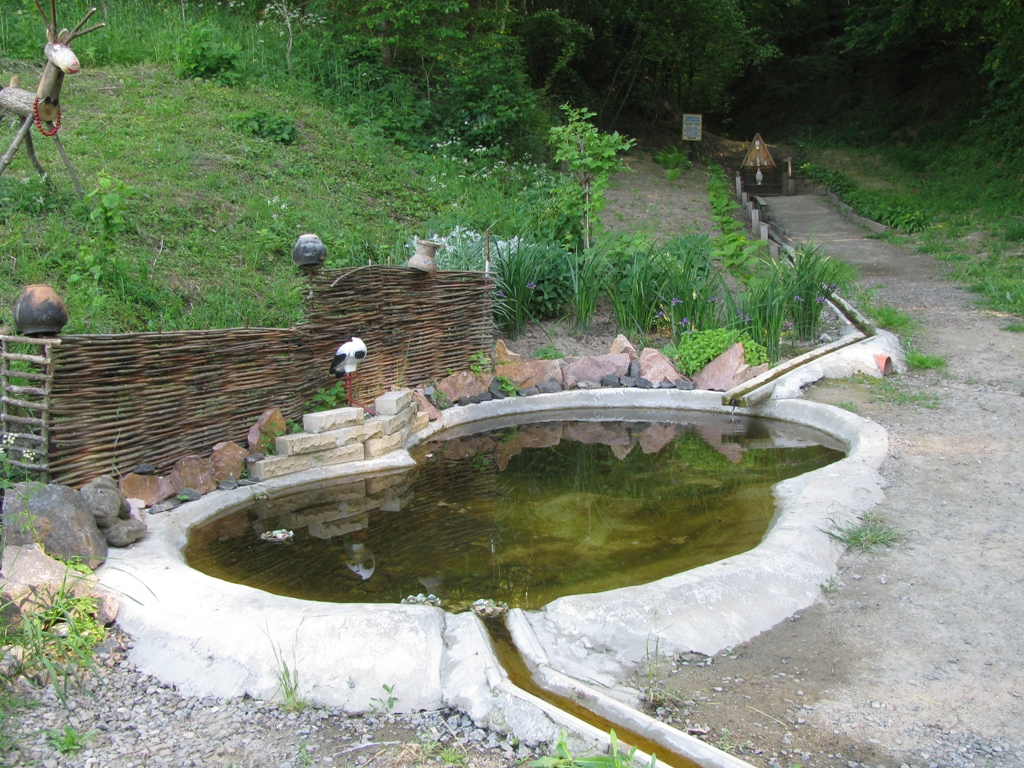
Штучне озеро біля Мусійового джерела у Саморідні

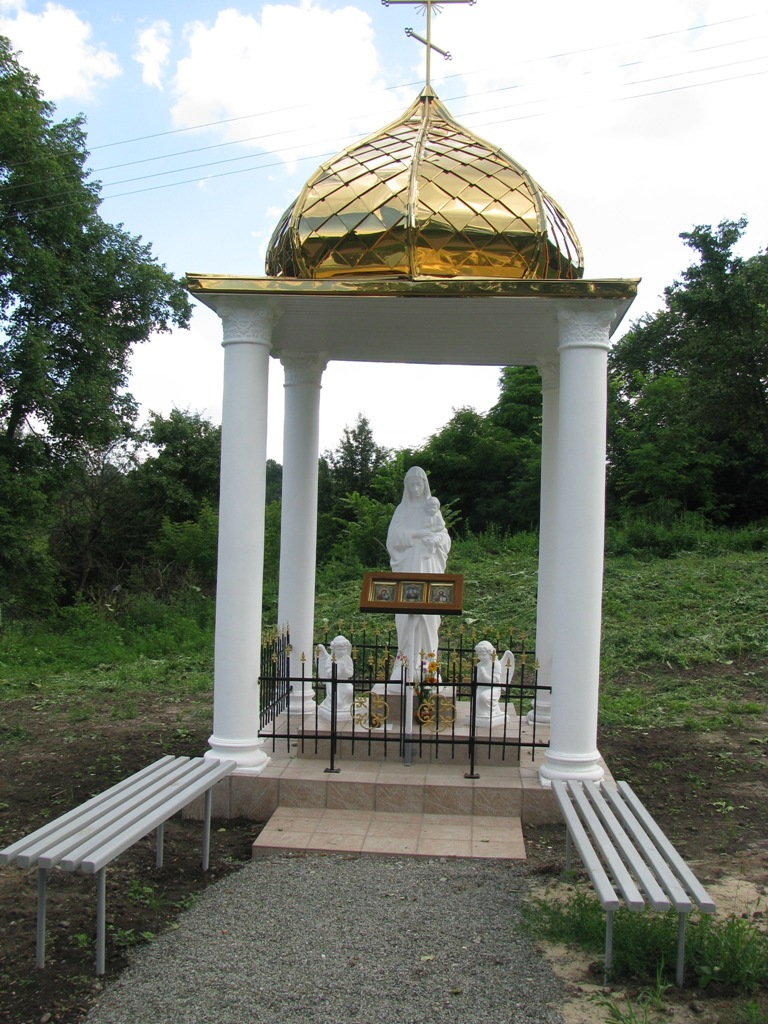
Капличка (село Саморідня)

Саморі́дня — село в Україні, у Черкаському районі Черкаської області, підпорядковане Корсунь-Шевченківській міській громаді. У селі мешкає 425 людей.

## Краєзнавча довідка
За лісопосадкою знаходиться залізнична платформа «Саморідня».
В селі народилися:
- Бровченко Іван Никонович (1925-1996) — Герой Радянського Союзу[1];
- Любомська Євгенія Михайлівна (1929-2013) — український педагог, Герой Соціалістичної Праці (1978).

## Цікаві місця

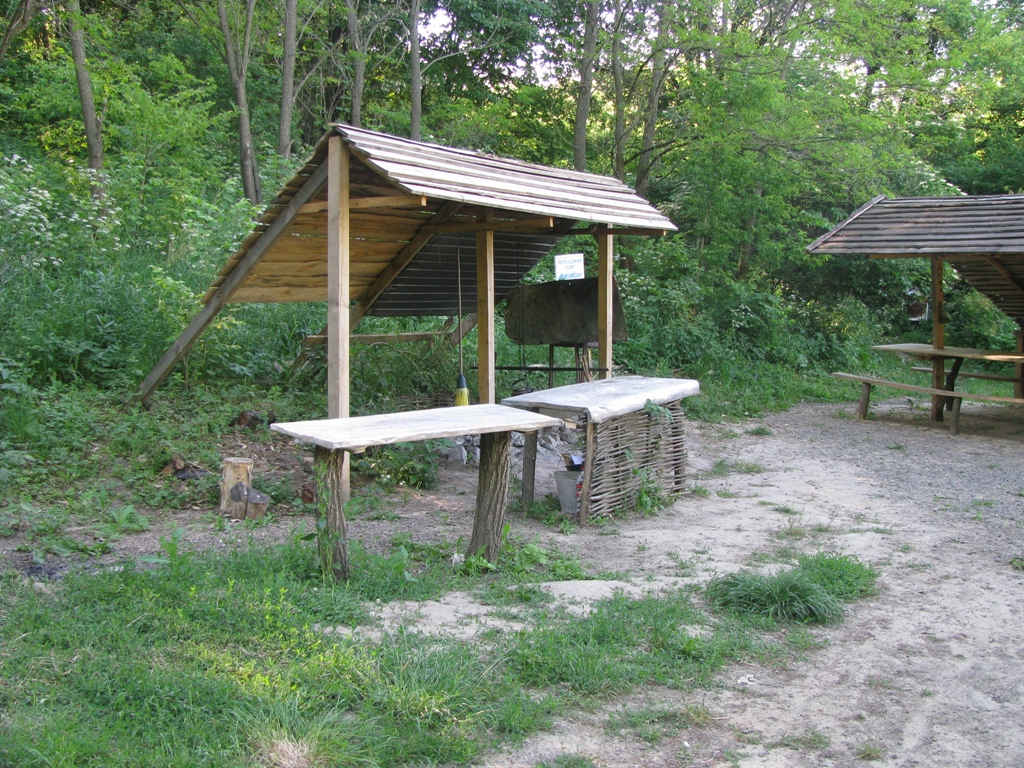
Місце для відпочинку біля Мусійового джерела

У селі знаходиться Мусійове джерело, яке було обладнане до річниці незалежності України жителями Саморідні та працівниками Корсунь-Шевченківського лісництва. Тут є власне джерело з прохолодною питною водою, невеличке озерце, дерев'яна альтанка, гойдалка, місця для відпочинку.

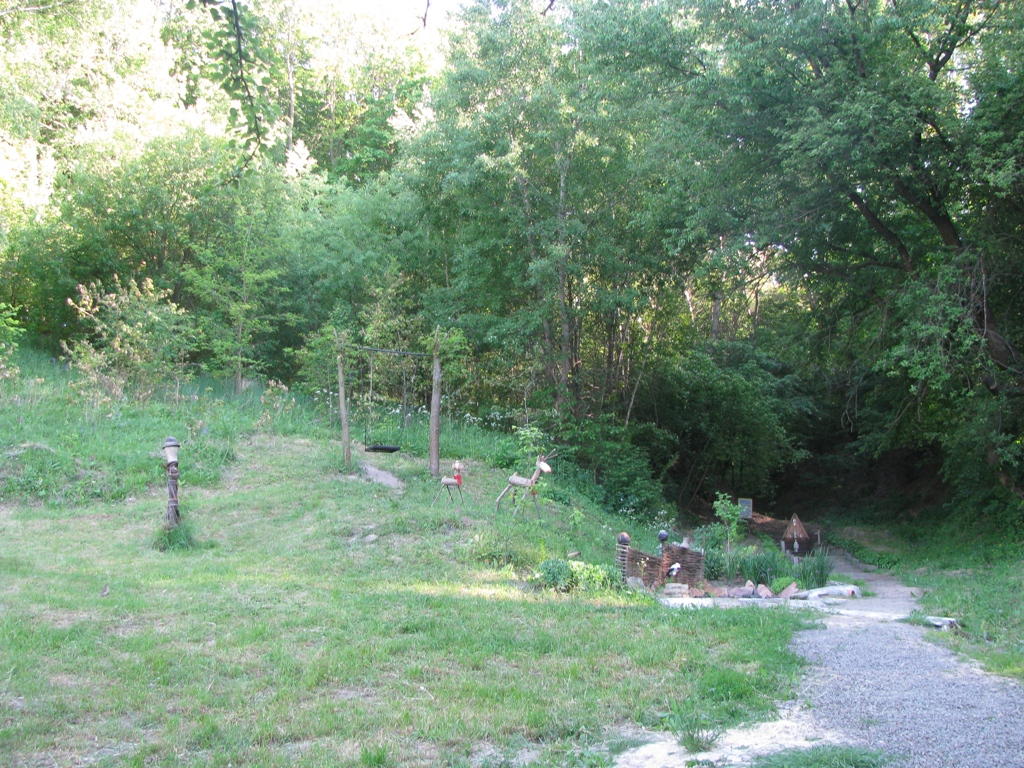
Мусійове джерело

## Історія
Село Саморідня вперше згадується в подимному описі Київського воєводства 1754 р. У 1789 р. за люстрацією Корсунського староства в селі було 30 господарств. У 1854 р. в селі проживало 707 жителів.
У роки Другої Світової війни у цьому районі проходили бої радянських військ 26 армії Південно-Західного фронту проти нацистських сил. 15 листопада 2011 року в урочищах, що недалеко від селища, був споруджений Пам'ятний знак в урочищах Ваканці та Кам'янка на вшанування пам'яті загиблих воїнів. На гранітному камені викарбувано: «На цьому полі, в урочищах Ваканці та Кам'янка в серпні 1941 року воїни 196сд, 227сд 6 ск 26 армії Південно-Західного фронту вели нерівний бій з фашистами і ціною свого життя не пропустили ворога до Канівських переправ на Дніпрі». Пам'ятний знак був створений за ініціативи Всеукраїнської громадської організації «Товариство українських офіцерів» підтриманою Державною службою у справах інвалідів та ветеранів України.

## Населення

### Мова
Розподіл населення за рідною мовою за даними перепису 2001 року:
| Мова       | Кількість | Відсоток |
| ---------- | --------- | -------- |
| українська | 419       | 98.59%   |
| російська  | 6         | 1.41%    |
| Усього     | 425       | 100%     |

## Посилання

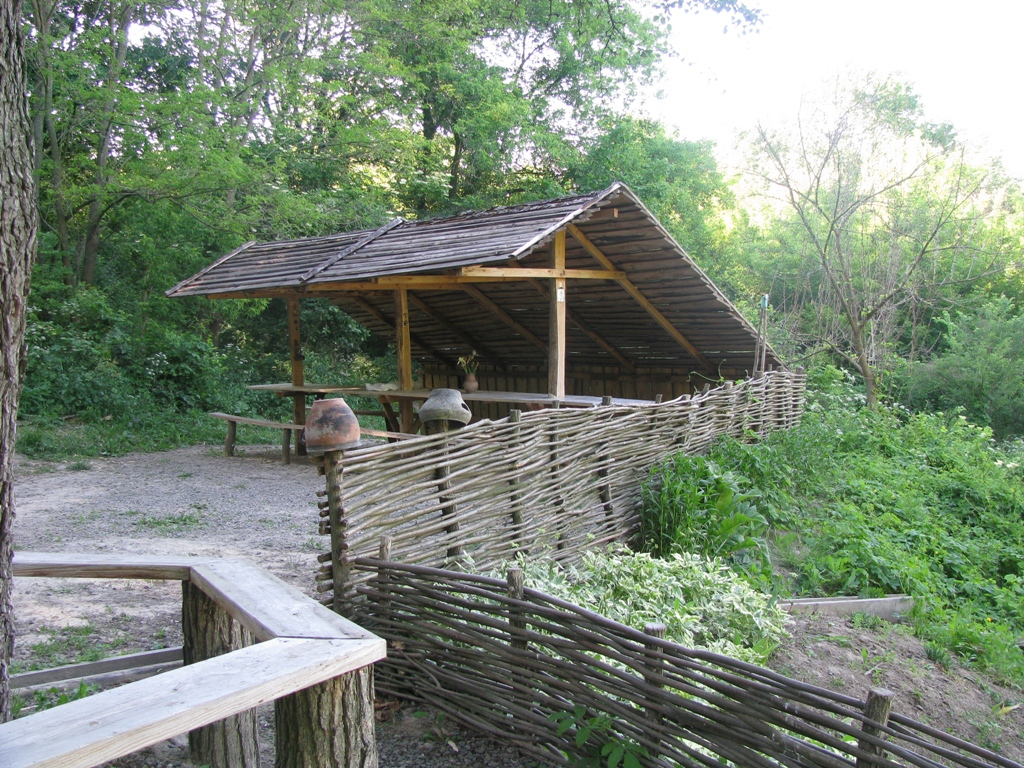
Місце для відпочинку туристів біля Мусійового джерела